# Borderline (film 1930)
Borderline è un film del 1930, diretto da Kenneth Macpherson, con Paul Robeson.

## Trama
Le due coppie di sposi formate da Pete Marond e Adah, da una parte, e da Astrid e suo marito Thorne, dall'altra, i quali ultimi condividono una pigmentazione cutanea differente dai primi, sono in crisi poiché Adah ha una relazione extraconiugale con Thorne. All'interno di una comunità e di un ambiente sociale in cui non mancano pregiudizi razziali, per quanto alle volte affrontati con un certo spirito critico, le problematiche si acuiscono.
Ad un accenno di Thorne di lasciare la moglie, Astrid lo affronta brandendo un coltello, ma, nel corso della colluttazione, sarà lei a soccombere e a trovare la morte. Thorne viene prosciolto da ogni accusa, poiché l'omicidio viene considerato come legittima difesa; Adah lascia la città ed il marito, sentendosi in colpa per l'accaduto; Pete, in base ad un'ordinanza del sindaco (che evidentemente aveva tale facoltà) viene espulso dalla località, che abbandona non senza prima essersi riappacificato con Thorne.  

## Produzione
Il film, muto con didascalie inglesi, prodotto a Territet (comune di Montreux, Svizzera) dagli appartenenti al cosiddetto Pool Group (formato dalla poetessa Hilda Doolittle, detta HD; dal regista, romanziere, fotografo e critico Kenneth Macpherson; e dalla scrittrice Bryher) è importante innanzitutto per aver affrontato l'annoso problema delle relazioni interrazziali utilizzando tecniche cinematografiche d'avanguardia, e fa oggi parte di ogni curriculum di studi riguardanti la cinematografia moderna.
Kenneth Macpherson è stato  particolarmente influenzato dalle tecniche cinematografiche di Georg Wilhelm Pabst e Sergej Michajlovič Ėjzenštejn, il primo incontro personale con il quale avvenne nel 1929: in Borderline egli fuse le innovative tecniche di montaggio di Ėjzenštejn con l'approccio psicoanalitico di Pabst per rendere gli stati emozionali e psicologici dei protagonisti. Tali tecniche presupponevano un uso non convenzionale della luce e dell'ombra, nonché dei movimenti esagerati da parte degli attori e degli importanti interventi in fase di post-produzione.
Macpherson e HD scrissero un opuscolo accompagnativo del film, che si concentrava non tanto sulla coerenza narrativa, quanto sulle metafore psicologiche. L'opuscolo fu pubblicato più avanti su Close Up, la rivista letteraria del Pool Group.

## Distribuzione
Il film, dato a lungo per perduto, fu ritrovato per caso in Svizzera nel 1983. Una copia in 16mm è attualmente custodita presso il Donnell Media Center della New York City Public Library. Nel 2006 il British Film Institute ne ha sponsorizzato il restauro a cura della George Eastman House per una eventuale pubblicazione in DVD con una colonna sonora composta da Courtney Pine. La prima proiezione della versione restaurata alla Tate Modern ha attratto un pubblico di 2000 persone. Nel 2010 il film è stato nuovamente edito con una colonna sonora di Mallory Johns eseguita dalla Southern Connecticut State University Creative Music Orchestra.    

## Accoglienza
Borderline rimase a lungo inaccessibile agli studiosi di cinema, con poche copie disperse in qualche archivio; e fu assai raramente proiettato per il pubblico.
A parere di Richard Deming "l'abilità particolare di Macpherson consiste nel riprendere movimenti minimi facendoli assurgere a precisa gestualità donatrice di significato".
"Sotto l'impulso della scuola cinematografica sovietica Macpherson istituisce una dialettica di azione e reazione tramite operazioni di montaggio "di bravura" che distorcono intenzionalmente la retorica visuale dello spettatore. Il film sorprende per la velocità dei tagli e le inquadrature fortemente particolarizzate: la riduzione delle figure umane a parti del corpo quasi dissezionate, ad esempio, vale ad accentuare il distacco fisico dei personaggi dai loro desideri interiori. Ciò comporta un incontrovertibile tsunami cinetico che oblitera le dimensioni spaziali e temporali dell'apprensione del film da parte dello spettatore, lasciandolo con un immediato e crudo visceralismo, estrema riduzione all'osso dell'esperienza cinematica".
"Ad una considerazione esatta Borderline è lavoro precursore grazie al suo rivolgersi a tematiche quali la razza e la sessualità, che ai tempi erano ampiamente considerate tabù e che erano state in precedenza affrontate dal cinema solo tramite allusioni indirette".
Ci vollero decenni prima che la comunità cinematografica affrontasse di nuovo le tematiche sollevate in Borderline. Ai tempi della sua uscita il film gettò i critici nella confusione, tanto che Clive MacManus del London Evening Standard giunse a consigliare a Macpherson "un anno di lavoro d'ufficio, prima di provare a cimentarsi di nuovo con soggetti simili". Il regista, profondamente ferito dall'accoglienza ostile, archiviò il film e si ritirò dall'attività di regia; il suo lavoro influenzò tuttavia più tardi film-maker quali Nathaniel Dorsky and Robert Beavers.     